# Virgilio Forchiassin
Virgilio Forchiassin (Trieste, 8 maggio 1945 – Udine, 7 marzo 2021) è stato un designer e artista italiano.

## Biografia
Nasce a Trieste nel 1945, ultimo di sei figli; il padre Romano, originario di Lucinico, è autista del vescovo Luigi Fogar, la madre Olga Podbersich aveva studiato alle Orsoline e suona il pianoforte.
Frequenta l'Istituto Statale d'arte Nordio di Trieste diplomandosi nel 1964 maestro d’arte nella sezione arte e metalli e, dopo due anni, consegue la licenza di magistero.
All'attività di designer industriale, che gli procura importanti riconoscimenti internazionali, affianca quella di docente insegnando dal 1974 al 1975 Disegno geometrico e Architettura allo stesso istituto Nordio e poi, dall'anno successivo per circa trent'anni, Disegno geometrico/Geometria descrittiva e Disegno professionale all'Istituto d'Arte Sello di Udine, nella sezione “Arredamento e Design”. Al Sello nasce la grande amicizia con il collega pittore Albino Lucatello.
Fin da studente, si distingue per le indubbie capacità progettuali e, dopo il diploma, si fa conoscere con numerose proposte e riconoscimenti. Dal '67 al '69 è responsabile dell'Ufficio Tecnico e di progettazione del mobilificio Snaidero; in quegli anni raggiunge la fama con un progetto per una cucina componibile che sarà esposto al MoMA di New York.

Successivamente, dal '72 al '74, lavora come consulente esterno per il mobilificio Patriarca di Reana del Rojale.
Oltre alla progettazione di cucine, allarga la sua ricerca ad altri ambiti del design industriale partecipando, negli anni, a numerosi concorsi internazionali.

Nel 2008 abbraccia la sua altra passione e irrompe nell'arte figurativa «con la commovente freschezza di un poeta - come se gli fosse cresciuta dentro l'urgenza di ricominciare un discorso», impegnandosi nella ricerca di tecniche, materiali e linguaggi del tutto innovativi, realizzando opere che espone in numerose mostre.
Sposato e padre di quattro figli, è morto all'ospedale di Udine il 7 marzo 2021.

## Virgilio Forchiassin designer
Nel 1964, ancora studente, ottiene dall’IBESTA (Mostra internazionale di coltelleria) un prestigioso riconoscimento per il suo primo servizio di posate che viene successivamente presentato prima al concorso “Cucchiaio d’oro”, organizzato dall'International BestecK Ausstellun a Colonia, dove Forchiassin risulta l'unico designer italiano dei 42 partecipanti selezionati fra migliaia di concorrenti, e poi esposto alla Mostra internazionale di posateria a Sheffield.

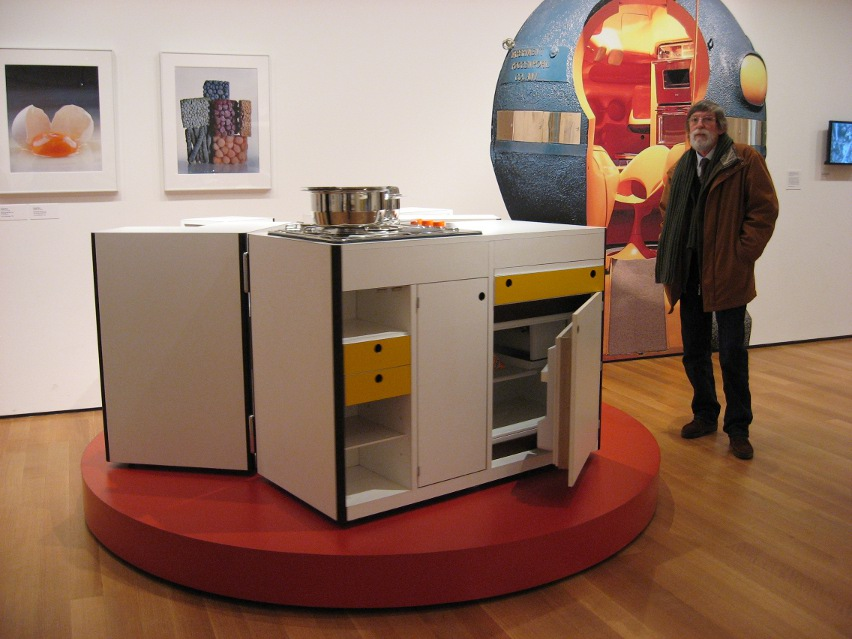
Virgilio Forchiassin nel 2011 al MoMA a fianco al modulo Spaziovivo di Snaidero

Un secondo riconoscimento internazionale arriva con l'edizione del Concorso IBESTA del 1966 per il servizio “Modello 65”, che sarà esposto alla Borsa della posateria dell’Industria a Colonia e riproposto nella primavera successiva, alla Werkkunstschule di Wuppertal dal 19 aprile al 16 maggio e poi a Monaco, da giugno a settembre, al Nederlands Goud-Zilvermuseum Annex Klokkenmuseum di Utrecht. 

Selezionato fra circa trecento concorrenti, partecipa all'International Tableware Design Competition di Sheffield con un terzo modello di posate che sarà esposto ai Selfridges of Oxford Street di Londra, in quanto “giudicato degno di speciale menzione e meritevole di ulteriori esposizioni”. 

Nell'elenco di 74 progettisti selezionati dal '62 al ’66 dalle giurie dell’IBESTA, Forchiassin compare assieme ai grandi nomi del designer internazionale legati alle più importanti case di posateria e ceramica, come Tapio Wirkkala, Ilmari Tapiovaara, Arne Jacobsen, Friedrich Swoboda. 
 
Il disegno di una sua lampada, inviato al “The Yamagiwa International Lighting-Pixture Competition” tenuto a Tokyo nel 1968, riceve una segnalazione di merito. 

Dal 1967 al 1969 Forchiassin è responsabile dell'Ufficio Tecnico e di progettazione del mobilificio Snaidero di Majano, dove crea  Spaziovivo, la prima rivoluzionaria cucina a isola centrale con modulo in acciaio, laminato plastico e compensato (dimensioni: 92X124,1X124,1 cm.). La cucina sarà presentata a Milano al VIII Salone del Mobile nel settembre 1968, a Parigi al Salone internazionale del Mobile organizzato nei padiglioni d'esposizione di Porte de Versailles nel gennaio del ’69 e successivamente a Tokyo, presso il Matsuya, in una rassegna dei maggiori designers scelti su scala mondiale. 

Dal 1972 la cucina "Spaziovivo” fa parte della mostra permanente del Dipartimento di Architettura e Design del MoMA (Museum of Modern Art) di New York (num. cat. 422.1972) ., venendo definita come «una cucina dai risvolti profondi, in grado di rivoluzionare il modo di utilizzare lo spazio e le relazioni familiari, grazie alle sue soluzioni innovative». 

L’importanza del progetto della cucina “Spaziovivo” nella storia del design del Novecento viene rimarcata proprio dal MoMA quando, dal 15 settembre 2010 al 14 maggio 2011, la ripropone in una mostra dal titolo: "Counter Space: Design and the Modern Kitchen". 

Nel 1972 Forchiassin partecipa al Concorso nazionale di opere d’Arteper per la nuova sede dell’istituto per orfani Tomadini di Udine, presentando il progetto di una fontana realizzabile in due versioni, in cui vengono apprezzati «elementi suggestivi nell’inserimento della scultura nella architettura circostante, apprezzando un accento di valore nella fantasia dell'artista inteso a rompere con una tradizione e, per quanto possibile, ad adeguarsi alla mentalità dei giovani ospiti dell'Istituto». 

Concorre al “Riedel 1972 - Un bicchiere per il futuro“, a Kufstein, in Austria.
 
È al Concorso internazionale “Maniago città delle coltellerie - progetti” nel gennaio 1998, al 2° “International Home Design Competition” a Cantù nel giugno 1999 e al 2º Concorso internazionale "Maniago Design” nel 2001. 

Continua ad occuparsi di progetti di arredamento di cucine fino al 2005.

### Riconoscimenti e articoli

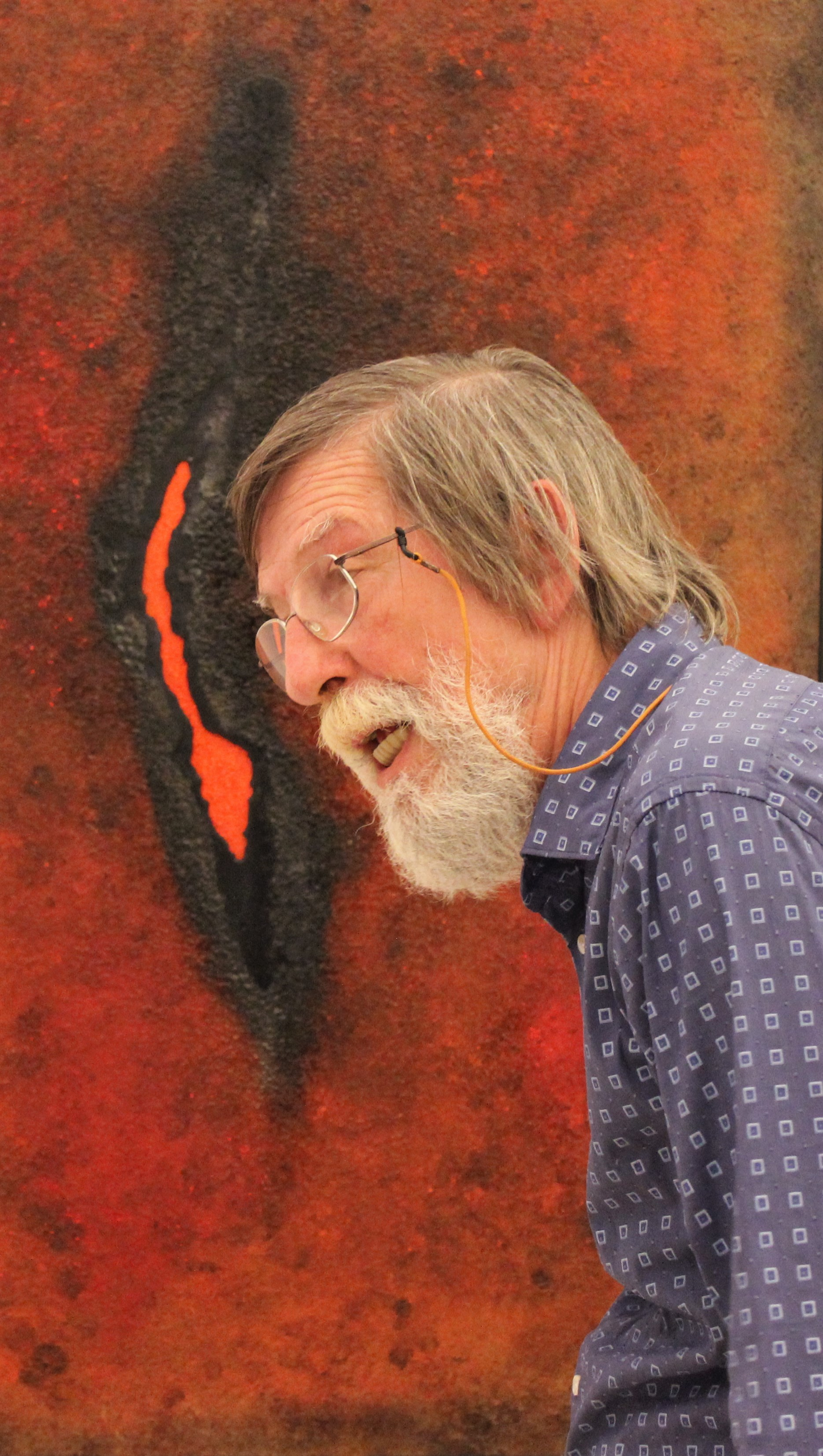
Virgilio Forchiassin, Cividale del Friuli (2015)

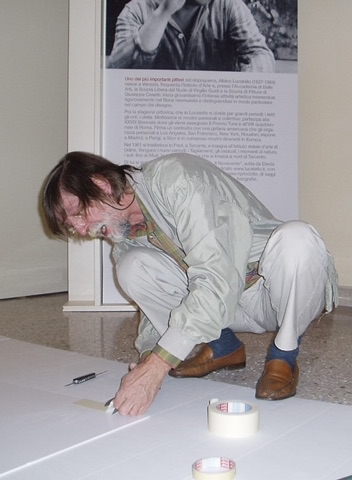
Virgilio Forchiassin durante l'allestimento di una personale di Lucatello (2013)

Le riviste di arredamento Domus, Rassegna, Abitare, Interni, Casa Vogue, Casa Arredamento Giardino, Successo, Il Mobile, Arredorama, Modernes Wohnen, Film und Frau  e altre dedicano articoli e servizi redazionali alle sue creazioni.

## Virgilio Forchiassin artista
«Designer di professione, eclettico per natura» come lui stesso amava definirsi, dal 2008 si dedica alla pittura, progettando nuovi linguaggi tecnico-espressivi. Usa il calore come pennello e, attraverso processi graduali, trasforma i colori e la materia. 
Per costruire le sue opere utilizza resine, ossidi, acidi, impregnanti e mordenti, e colori naturali (nerofumo, terra di Siena, polvere di lapislazzuli); «usa il fuoco per creare le sue stesure e inventa i colori attraverso complicate reazioni chimiche». 

Al suo lavoro d’artista dà il titolo di Alchimie e lacerazioni, cercando nel mondo delle emozioni una risposta consapevole e responsabile al nostro bisogno di esprimerci e di comunicare. Se nella trasmutazione alchemica il linguaggio richiede una nuova alfabetizzazione della materia a partire da cielo, terra acqua, fuoco e aria, nelle lacerazioni è l’uomo a lanciare il suo grido mentre «assiste alle sue difficili battaglie, alle sconfitte, alle perdite, raramente consolate da qualche sprazzo di sereno» .

### Sue mostre
- 2016 - Tolmezzo, (Palazzo Frisacco)[17];
- 2015 - San Vito al Tagliamento, (Antico Ospedale di Santa Maria dei Battuti)[18];
- 2015 - Cividale del Friuli, (Chiesa di Santa Maria dei Battuti)[19];
- 2015 - Gemona del Friuli - Incontri d’Arte, (Sale d’Aronco di palazzo Elti), Collettiva[20];
- 2013 - Tarcento, (Palazzo Frangipane)[21];
- 2012 - San Vito al Tagliamento, (Chiesa di San Lorenzo)[22];
- 2012 - Asolo - Premio Internazionale Biennale d’Arte di Asolo;
- 2011 - Colloredo di Monte Albano, (Castello di Colloredo)[23].

### Annotazioni
1. ↑  «Questa cucina mobile e incernierata su ruote incorpora un fornello, un piccolo frigorifero, un tagliere estraibile e una sorprendente abbondanza di spazio di archiviazione»[9]
2. ↑  "Matsuya" è un grande magazzino giapponese con oltre mille filiali, fondato a Tokyo nel 1869; negli anni '60 la filiale di Ginza ha organizzato due mostre d'arte molto apprezzate dal titolo "From Space to Environment" (1966) e "Good Design"[10]
3. ↑  Film und Frau (Amburgo, 1949 - 1969), era una rivista bisettimanale tedesca, poi incorporata nella rivista femminile Petra.
Rivolta ad un pubblico di alto livello, si interessava alla moda, al mondo glamour del cinema e agli arredi di lusso per la casa[14].

### Fonti
1. ↑   La storia della scuola 1859-2005 (PDF), su liceonordio.edu.it. URL consultato il 22 marzo 2021 (archiviato dall'url originale il 26 dicembre 2021).
2. ↑  Giorgio Dri, Adriano Lecce (a cura di), Sello, 1959-2009: Udine, Istituto statale d'arte, cinquant'anni dalla fondazione, p. 74.
3. 1 2   Virgilio Forchiassin, su snaidero.it. URL consultato il 22 marzo 2021.
4. 1 2  Alberto Mazzuca, I numeri uno del made in Italy, p. 241.
5. 1 2   Alchimie & Lacerazioni - Introduzione di Giselda Paulon, su forchiassin.it. URL consultato il 22 marzo 2021.
6. ↑   Addio al designer 75enne Virgilio Forchiassin, su udinesetv.it. URL consultato il 22 marzo 2021.
7. ↑   Gio Ponti, Domus 422, gennaio 1965,  p. 34.
8. 1 2 3 4 5 6 7 8 9   Virgilio Forchiassin - il designer, su forchiassin.it. URL consultato il 22 marzo 2021.
9. 1 2   MoMA - Virgilio Forchiassin,  Spazio Vivo (Living Space) Mobile Kitchen Unit (Mobile Kitchen Unit), su moma.org. URL consultato il 22 marzo 2021.
10. ↑   From Design to Environment: "Art and Technology" in Two 1966 Exhibitions at the Matsuya Department Store, su muse.jhu.edu. URL consultato il 22 marzo 2021.
11. ↑   Emilio Ambasasz, "Italy: The New Domestic Landscape", Archivements and Problema of Italian Design, in Catalogo, 1972,  pp. 48-9.
12. ↑   Designer: Virgilio Forchiassin, su snaiderochicago.com. URL consultato il 22 marzo 2021.
13. ↑   Addio a Virgilio Forchiassin, sua la cucina Spaziovivo di Snaidero, su ilfriuli.it. URL consultato il 22 marzo 2021.
14. ↑  Dalla voce tedesca di Wikipedia
15. ↑   L'autore - introduzione di Marta Mauro, su forchiassin.it. URL consultato il 22 marzo 2021.
16. ↑   Gabriella Bucco, Addio a Forchiassin, friulano al MOMA, in La Vita Cattolica - Settimanale del Friuli, 17 marzo 2021.
17. ↑   Tolmezzo - Alchimie & Lacerazioni (PDF), su forchiassin.it. URL consultato il 22 marzo 2021.
18. ↑   San Vito al Tagliamento - Alchimie & Lacerazioni (PDF), su forchiassin.it. URL consultato il 22 marzo 2021.
19. ↑   Cividale del Friuli - Alchimie & Lacerazioni (PDF), su forchiassin.it. URL consultato il 22 marzo 2021.
20. ↑   Gemona del Friuli - Alchimie & Lacerazioni (JPG), su forchiassin.it. URL consultato il 22 marzo 2021.
21. ↑   Tarcento - Alchimie & Lacerazioni (PDF), su forchiassin.it. URL consultato il 22 marzo 2021.
22. ↑   San Vito al Tagliamento - Alchimie & Lacerazioni (PDF), su forchiassin.it. URL consultato il 22 marzo 2021.
23. ↑   Colloredo di Monte Albano - Alchimie & Lacerazioni (PDF), su forchiassin.it. URL consultato il 22 marzo 2021.